# Jeltesloot
De Jeltesloot (officieel, Fries: Jeltesleat) ligt in de gemeente Súdwest-Fryslân in de Nederlandse provincie Friesland. Het is een belangrijke vaarverbinding tussen het Prinses Margrietkanaal en het Heegermeer. Feitelijk is het de voortzetting van het Johan Frisokanaal dat van Stavoren tot aan Heeg loopt.
Bij Hommerts kwam in 2007 het Jeltesloot Aquaduct gereed. Het aquaduct is een van de projecten in het kader van het Friese Meren project en verving de gefrequenteerde Jelteslootbrug.